# Alois Jansa
Alois Jansa (13. července 1837 Jablonné nad Orlicí – 28. ledna 1900 Královské Vinohrady) byl rakouský a český advokát a politik, koncem 19. století poslanec Českého zemského sněmu a Říšské rady.

## Biografie
Vystudoval gymnázium v Hradci Králové a pak práva na Karlo-Ferdinandově univerzitě v Praze. Nastoupil jako koncipient do právní kanceláře Karla Leopolda Klaudyho v Praze, později působil jako samostatný advokát v Jičíně. Byl aktivní i ve veřejném životě. Byl členem správní rady staročeského tiskového podniku, vydávajícího list Národní politika. Rodné Jablonné nad Orlicí mu udělilo čestné občanství.
V 80. letech 19. století se zapojil i do zemské a celostátní politiky. V doplňovacích volbách v roce 1881 byl zvolen v městské kurii (volební obvod Jičín – Nový Bydžov) do Českého zemského sněmu. Mandát zde obhájil v řádných volbách roku 1883. Na mandát rezignoval roku 1885. Byl členem staročeské strany.
Zasedal také v Říšské radě (celostátní zákonodárný sbor), kam byl zvolen ve volbách do Říšské rady roku 1879 za kurii městskou, obvod Jičín, Sobotka atd.
Po volbách v roce 1879 se na Říšské radě připojil k Českému klubu (jednotné parlamentní zastoupení, do kterého se sdružili staročeši, mladočeši, česká konzervativní šlechta a moravští národní poslanci). Na Říšské radě vystupoval aktivně zejména v letech 1882–1883, kdy Gundaker Wurmbrand-Stuppach předložil návrh na uzákonění němčiny coby státního jazyka a Eduard Herbst zase předložil návrh, aby byla zrušena Stremayrova jazyková nařízení. Obě tyto iniciativy Jansa odmítal.
Na sklonku života pobýval v Praze. Zemřel v lednu 1900 na Královských Vinohradech u Prahy.